# الحرم (يافا)
الحرم هي قرية فلسطينية في منطقة يافا في فلسطين، تقع على بعد 16 كم شمال يافا، المجاورة لاطلال المدينة القديمة من أرسوف، يعرف أيضاً باسم ابولونيا. قد هجر سكانها خلال حرب عام 1948.

## القرية قبل عام 1948
هي قرية عربية على ساحل البحر المتوسط تبعد حوالي 18 كم إلى الشمال الشرقي من مدينة يافا حيث كانت تتبع إدارياً ليافا. الحرم قرية صغيرة كان مساحتها 8065 دونماً تنببسط القرية على 18 دونماً، كانت منازلها مبنية من الحجر والطوب وكان في كان في الحرم مدرسة ابتدائية للبنين تأسست في عام 1921، وفي عام 1945 كان في المدرسة 68 طالبًا ومعلمان و132 كتاباً وكان 110 من رجال القرية يعرفون القراءة والكتابة. كان التعداد السكاني لعام (1931)، هو 313 من المسلمين يتوزعون على 83 منزلًا. كما في عام 1945 كان عدد سكان القرية 520 نسمة وفي عام 1948 وصل التعداد السكاني إلى 600 نسمة جلهم من المسلمين. كان يقوم اقتصاد القرية على الزراعة في أراضيها الرملية كانت التزرع الحمضيات إلى جانب الزراعة كان بعض الأهالي يصطادون الأسماك. بنيت بيوتها حول مقام سيدنا علي بن عليل الذي يكون الخليفة عمر بن الخطّاب جدّه السابع.

## تاريخ القرية
كانت القرية تابعة لقضاء يافا بالقرب من القرية تقع خرائب أرسوف وهي مدينة كنعانية قديمة وعرفت في العهد اليوناني باسم آبولونيا نسبة للإلهة أبولو آخر آلهة اليونان وكانت أرسوف وميناءها محطّا لأنظار الصليبيين اعتبارها موقعًا استراتيجًا مهمًا للسيطرة على الساحل الفلسطيني. احتل الصليبيون المدينة عام 1099م، واستردّها صلاح الدين الأيوبي منهم بعد معركة حطين عام 1187م، لكنها عادت إلى الصليبيين بعد معركة جرت بين ريتشارد الأول وصلاح الدين الأيوبي وفي سنة 1256م، استرّدها الظاهر ببيرس بعد حصار دام 40 يومًا، فدمّرها وحرقها كي لا ينفذ منها الصليبيون مرّة أخرى وبقيت المدينة مدمرة، وفي أواخر القرن السادس عشر الميلادي حين عاد أهل المدينة الذين شرّدوا منها ليستقرّوا على مقربة منها إلى الجنوب حول مقام الولي الصالح علي بن عليل، الذي جاء إلى فلسطين وأقام فيها ودفن فيها عام 1081، وحول مقامه نشأت قرية الحرم، التي سميت على اسمه أيضا الحرم، سيدنا عليّ. يعود نسب هذا الرجل الصالح إلى الخليفة عمر بن الخطّاب، الذي يكون جدّه السابع، وللعلي أربعة أولاد وهم: فياض ومصطفى ومحمد وحسن. ومن ذريته عائلة العمري، يقال لهم آل التاجي الفاروقي وآل الخيري وعائلة أبو عرقوب في غزة ودورا الخليل.

## احتلال القرية
احتلت العصابات الصهيونية القرية في تاريخ 15 أيار/مايو 1948 وكان احتلال القرية ضمن العملية التي هدفت للسيطرة على الساحل الفلسطيني

## القرية اليوم
أقيم على أنقاض القرية مستوطنة (مدينة) هرتسليا، وكفار شمرياهو ومستعمرة ريشبونفي عام 1936، كل ما تبقى من القرية مقام ومسجد ذي أعمدة وقناطر وبعض المنازل التي سكنها المستوطنون اليهود أما مقبرة القرية فقد تحوّلت لموقف سيارات للزوار والمستوطنين. وما زال مسجد سيدنا علي قائمًا ومفتوحًا للمصلين حيث يقصده الفلسطينيون للصلاة فيه خصوصًا في أيام الجمعة سعيًا منهم للحفاظ على هوية المكان العربية الفلسطينية.